# Suchý Důl (Klášterec nad Ohří)
Suchý Důl (německy Dörnthal) je osada, část města Klášterec nad Ohří v okrese Chomutov. Nachází se asi 3,5 km na východ od Klášterce nad Ohří. Suchý Důl leží v katastrálním území Suchý Důl u Klášterce nad Ohří o rozloze 2,54 km².

## Název
V historických pramenech se jméno vesnice vyskytuje ve tvarech Durrental (1281), Suchy duol (1443, 1460), in Suchem dole (1488), Suchey duol (1593), Dürrenthal nebo Dörnthal (1787) a Dörnthal (1846).

## Historie

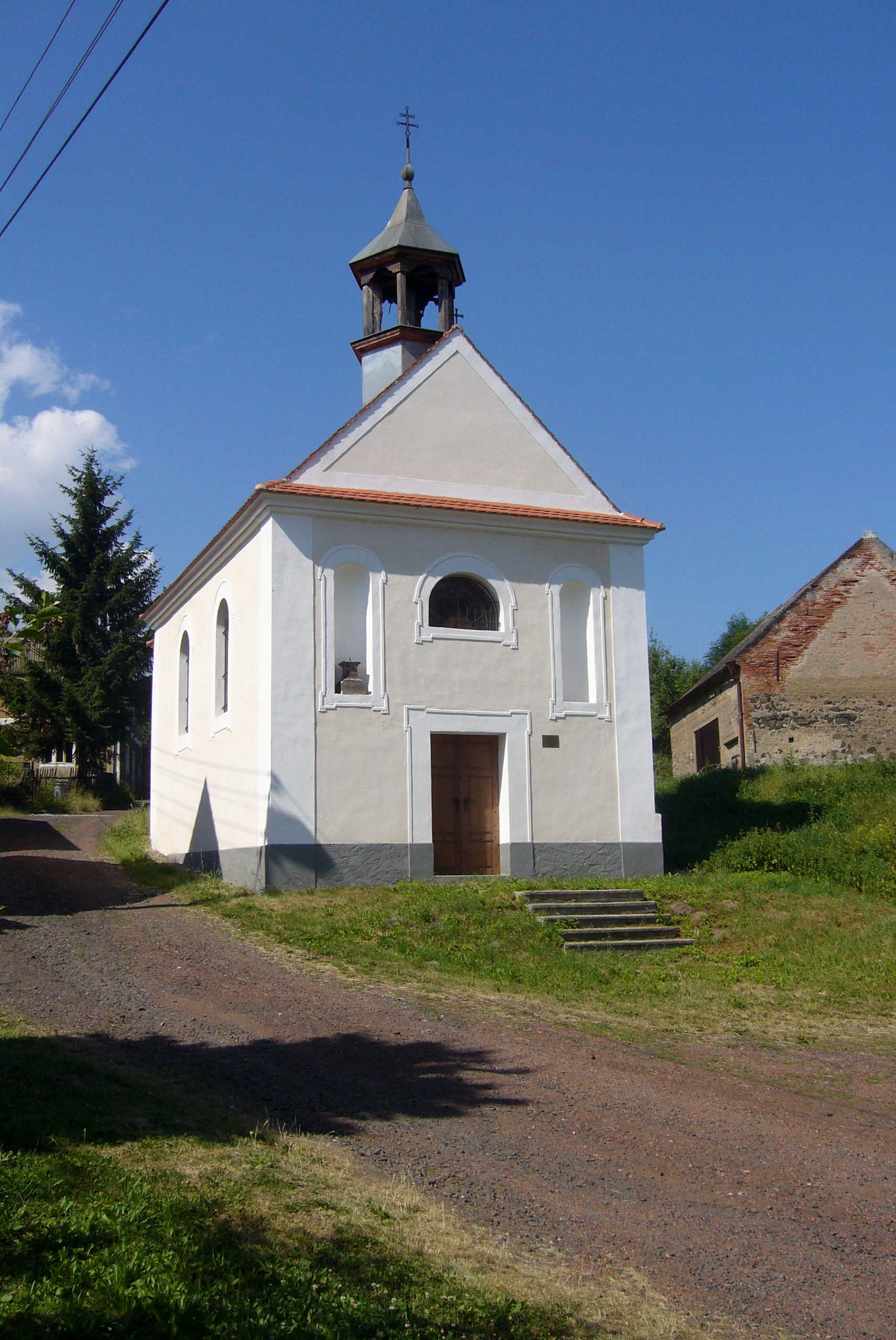
Kaple Navštívení Panny Marie

První písemná zmínka o vesnici pochází z roku 1281, kdy patřila pánům ze Šumburka. Bývala součástí panství hradu Egerberk a spolu s ním ji roku 1460 od Půty z Illburka koupil Buš z Fictumu. Jeho potomci panství drželi až do roku 1557, kdy je od nich koupil Bohuslav Felix Hasištejnský z Lobkovic. Za něj byl roku 1572 sepsán urbář, podle kterého v Suchém Dole bydlelo sedm osadníků, kteří ročně na dávkách odváděli sedm kop grošů, jeden strych ovsa jednu a půl kopy vajec a dvanáct slepic. Kromě toho museli pracovat dva dny na panské chmelnici a vinohradu.
Po třicetileté válce byla roku 1654 sepsána berní rula. Vzhledem k neúrodným polím byl pro obyvatele vesnice hlavním zdrojem obživy chov dobytka a práce v lese. Ve vsi v té době žilo šest chalupníků, jeden zahradník a jeden člověk bez majetku. Společně jim patřilo jedenáct potahů, devět krav a šest jalovic.
V roce 1863 měla vesnice čtrnáct domů a 56 obyvatel, kteří opět chovali především dobytek. Děti chodily do školy v Rašovicích.

## Obyvatelstvo
Při sčítání lidu v roce 1921 zde žilo 66 obyvatel (z toho 32 mužů) německé národnosti, kteří byli kromě dvou evangelíků římskými katolíky. Podle sčítání lidu z roku 1930 počet obyvatel poklesl na 55 lidí německé národnosti a římskokatolického vyznání.
|                                                                  | 1869 | 1880 | 1890 | 1900 | 1910 | 1921 | 1930 | 1950 | 1961 | 1970 | 1980 | 1991 | 2001 | 2011 | 2021 |
| ---------------------------------------------------------------- | ---- | ---- | ---- | ---- | ---- | ---- | ---- | ---- | ---- | ---- | ---- | ---- | ---- | ---- | ---- |
| Obyvatelé                                                        | 71   | 78   | 66   | 64   | 58   | 66   | 55   | 33   | 17   | 11   | 13   | 7    | 9    | 1    | 9    |
| Domy                                                             | 14   | 14   | 14   | 14   | 13   | 12   | 12   | 12   | —    | 3    | 4    | 4    | 4    | 4    | 5    |
| Počet domů z roku 1961 je zahrnut v celkovém počtu domů Rašovic. |      |      |      |      |      |      |      |      |      |      |      |      |      |      |      |

## Obecní správa
Po zrušení poddanství se Suchý Důl stal roku 1850 samostatnou obcí, ale od roku 1869 je uváděn jako osada Rašovic. Spolu s nimi byl v roce 1961 připojen ke Klášterci nad Ohří.

## Pamětihodnosti
- Kaple Navštívení Panny Marie
- Přírodní památka Rašovické skály